# ギフォード・ピンショー国有林
ギフォード・ピンショー国有林 ( - こくゆうりん、Gifford Pinchot National Forest) は、アメリカのワシントン州南西部に位置する国有林である。ギフォード・ピンショー国有林にはセント・ヘレンズ山が含まれる。ギフォード・ピンショー国有林の事務所はワシントン州バンクーバーに位置している。ギフォード・ピンショー国有林という名前は、アメリカ合衆国農務省林野局の初代長官ギフォード・ピンショーにちなんで付けられた。1982年、アメリカ連邦議会はセント・ヘレンズ山国定火山公園の敷地約445平方キロメートルをギフォード・ピンショー国有林に指定した。
クーガー、ランドル、カーソンなどの街が近くにある。